# أندرو تاكر
أندرو تاكر (بالإنجليزية: Andrew Tucker)‏ (25 ديسمبر 1968 بجنوب أفريقيا - ) هو لاعب كرة قدم جنوب أفريقي في مركز الدفاع، شارك في كأس الأمم الأفريقية 1996. وشارك مع منتخب جنوب أفريقيا لكرة القدم. أما مع النوادي، فقد لعب مع سوبر سبورت يونايتد ونادي هيلانك.

## وصلات خارجية
- أندرو تاكر على موقع قاعدة بيانات كرة القدم.إي يو (الإنجليزية)
- أندرو تاكر على موقع ناشيونال فوتبول تيمز (الإنجليزية)